# Josef Hauzar
Josef Hauzar (* 11. března 1959 Mariánské Lázně) je český pravoslavný duchovní, sekretář metropolitní rady české pravoslavné církve a protopresbyter karlovarského okružního protobresbyterátu.

## Život
Narodil se v Mariánských Lázních do rodiny římského katolíka a pravoslavné Volyňské Češky původem z Ukrajiny. V roce 1979 absolvoval Pravoslavnou teologickou fakultu Prešovské univerzity v Prešově. V roce 1979 byl vysvědcen na kněze. V roce 1980 se stal spolupracovníkem Státní bezpečnosti na krajské správě StB v Plzni, kterou pod krycím jménem „Sokol“ a „Báťuška“ informoval o svých stycích v rámci pravoslavné církve ve Francii a v Západním Německu.

## Duchovní činnost
Po roce 1990 stál u obnovení pravoslavné církevní obce v Mariánských Lázních. Po roce 1990 působil jako redaktor Pravoslavného kalendáře a pravoslavného časopisu Hlas pravoslaví. Od roku 1999 působí jako duchovní správce pravoslavné církevní obce v Mariánských Lázních. V roce 2006 byl zvolen kancléřem metropolitní rady české pravoslavné církve. Působil také jako pravoslavný zástupce v Ekumenické radě církví ČR. V roce 2017 navštívil jeho církevní obec v Mariánských Lázních metropolita Finské pravoslavné církve Elia (Wallgrén).

## Činnost
Jako odborný konzultant se podílel na vzniku dokudramatu režiséra Petra Nikolaeva z roku 2013 Cyril a Metoděj – Apoštolové Slovanů.
V komunálních volbách v roce 2022 kandidoval do městského zastupitelstva Mariánských Lázní jako nestraník za ODS.